# Hoe Jong-suk
Pour les articles homonymes, voir Hoe.
Heo Jong-suk (en coréen : 허정숙), née le 16 juillet 1902 et morte le 5 juin 1991, est une femme politique coréenne, écrivaine, militante féministe et socialiste, de Corée du Nord. Au temps de la colonisation japonaise, elle est une figure du mouvement d'indépendance coréen.

## Biographie
Elle est la fille aînée de l'avocat Heo Heon (ko), et de ce fait la demi-sœur de la romancière sud-coréenne Heo Geun-uk. 
Après des études à Kobe, au Japon, et à Shanghai, en Chine, elle revient s'installer en Corée, annexée par le Japon depuis 1910. Elle s'engage dans les mouvements féministe et socialiste. Elle rejoint le Parti communiste de Corée et est arrêtée en novembre 1925 lors d'un premier incident provoqué par le parti communiste. Elle travaille alors comme journaliste et éditorialiste pour Dong-a Ilbo. Elle repart un temps à l'étranger, aux États-Unis. Après son retour en Corée, elle est de nouveau arrêtée par les autorités japonaises, du fait de son activité militante. En 1932 elle est condamnée à un an de prison. Dans cette période, elle épouse Changwon Choi (ko), dont elle a un fils et dont elle divorcera. En 1936, elle s'enfuit en Chine pour échapper à l'oppression et s'engager dans des mouvements pour l'indépendance de la Corée. Elle y rencontre Choe Chang-ik (en), également en exil, qu'elle épouse en 1937. 
Revenue à Séoul après la capitulation du Japon en 1945, elle doit déménager au nord, au-delà du 38e parallèle, pour échapper aux occupants américains. Elle s'installe en Corée du Nord et participe aux négociations de 1948, qui marquent l'échec d'une réconciliation entre le Nord et le Sud du pays. En septembre 1948, elle est élue à l'Assemblée populaire suprême et participe à l'établissement d'un gouvernement en Corée du Nord. Elle travaille au ministère de la Santé, de la Justice, puis devient juge à la Cour suprême. Son conjoint Choe Chang-ik (en), membre du groupe de Yenan, critique du Kim Il-sung, est purgé en 1956, ce qui conduit à sa mise à l'écart. Elle revient en politique en 1965, et reprend la présidence de la Cour suprême. En 1972, elle fait son retour à l'Assemblée populaire suprême, dont elle est nommée vice-présidente. Elle y est réélue lors des trois élections suivantes.
Elle est militante de l'amour libre, revendiquant le droit d'avoir des relations sexuelles sans amour, et s'aimer hors mariage.